# Nationale Regionale Transport

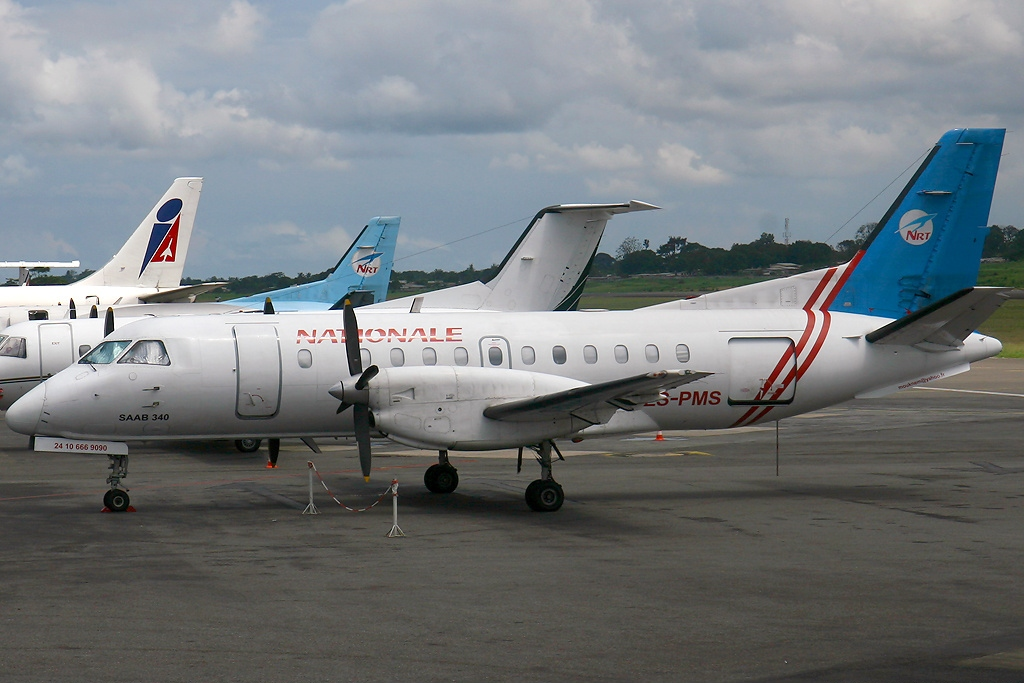
Toestel van Nationale Regionale Transport

Nationale Regionale Transport of (La) Nationale is een Gabonese luchtvaartmaatschappij met haar thuisbasis in Libreville.

## Geschiedenis
Nationale Regionale Transport werd opgericht in 2002 als National Airways Gabon. In 2004 werden alle vluchten gestaakt om in 2006 weer te starten onder de nieuwe naam.

## Vloot
De vloot van Nationale Regionale Transport bestond in september 2011 uit:
- 1 Boeing B737-200
- 1 Bae-146-200